# Episodi di Pony Tales (seconda stagione)
La seconda stagione di Spirit: Avventure in libertà - I racconti di Spirit (Pony Tales) è stata trasmessa negli USA il 18 ottobre 2019 su Netflix.
| Nº | Nº | Titolo originale                            | Titolo italiano                                       | Prima TV USA    | Prima TV Italia |
| -- | -- | ------------------------------------------- | ----------------------------------------------------- | --------------- | --------------- |
| 59 | 1  | The Frontier Fillies Summer Outdoor Jubilee | Il raduno estivo delle fanciulle di frontiera         | 18 ottobre 2019 | 2019            |
| 60 | 2  | The Frontier Fillies Great Legacy Race      | La grande gara esemplare delle fanciulle di frontiera | 18 ottobre 2019 | 2019            |
| 61 | 3  | The Healing Tree                            | La guaritrice dell'anima                              | 18 ottobre 2019 | 2019            |
| 62 | 4  | The Mystery of the Golden Unicorn           | Il mistero dell'unicorno dorato                       | 18 ottobre 2019 | 2019            |